# Eutrichota similis
Eutrichota similis är en tvåvingeart som först beskrevs av Johann Andreas Schnabl 1911.  Eutrichota similis ingår i släktet Eutrichota och familjen blomsterflugor. Inga underarter finns listade i Catalogue of Life.